# 국민의힘
국민의힘은 대한민국의 보수정당이다. 2020년 2월 17일, 자유한국당, 새로운보수당, 미래를향한전진4.0이 통합하여 미래통합당이라는 당명으로 창당되었으며 2020년 9월 2일, 당명을 국민의힘으로  변경하였다. 2022년 4월 18일에는 국민의당과 흡수하여 합당하였다. 2023년 12월 27일에는 시대전환과 흡수 합당하였다. 제21대 대선에서 정권 재창출에 실패하여 3년 3개월 만에 다시 제1야당이 되었다.

## 역사
2020년 2월 13일, 자유한국당은 전국위원회를 열고 바른미래당의 바른정당계가 창당한 원내 7석의 새로운보수당, 이언주 의원이 창당한 미래를향한전진4.0과 신설 합당을 의결하였다. 2월 16일에는 새로운보수당 통합신당준비위원회 측과 신당을 추진했던 국민의당에서 비상대책위원 등을 지낸 ‘브랜드뉴파티’ 조성은 대표, 청년정당을 표방하며 창당준비위원회 활동을 이어온 ‘같이오름’ 김재섭 대표, ‘젊은보수’ 천하람 대표 등 여러 정당들과 재야보수 인사들 그리고 보수성향의 단체들이 합류를 선언하였다. 드디어 2월 17일, ‘2020 국민 앞에 하나’라는 슬로건과 '법치를 바탕으로 한 공정한 사회 구현', '삶의 질 선진화', '북핵 위협 억제와 안보 우선 복합외교', '교육 패러다임 전환을 통한 교육백년대계 확립', '민간주도·미래기술주도 경제 발전'의 정강 정책을 발표하며 미래통합당이 공식 출범하였다. 보수진영에서 1997년 한나라당 출범 이후 23년 만의 신설 합당이다. 공식적으로 113석의 원내정당으로 출범하였다.

### 21대 총선 패배
2020년 4월 15일 제21대 총선에서 미래통합당은 지역구 84석과 위성정당인 미래한국당의 비례대표 19석을 얻으며 총 103석을 획득하였다. 국민의당 3석, 무소속 4석 등 범야권으로 분류되는 의석 수는 110석이다. 이는 100석인 개헌 저지선을 겨우 확보한 것은 물론, 서울 인천 경기 등 수도권에서는 참패했던 지난 총선보다도 못한 '몰락'에 가까운 패배를 기록한 것이다. 이에 대해 미래통합당 김종인 총괄선거대책위원장은 "솔직히 아쉽지만 꼭 필요한 만큼이라도 표를 주신 것에 감사드린다. 정부 여당을 견제할 작은 힘이나마 남겨주셨다"며 "야당도 변화하라는 명령으로 받아들이겠다"고 밝혔다. 황교안 대표는 개표가 진행 중이던 오후 11시 45분에 긴급 기자회견을 자청, “약속한 대로 총선 결과에 책임을 지고 모든 당직을 내려놓겠다”고 발표했다. 다만, “지금 대한민국 정부에는 브레이크가 필요하다.”며 “나라와 국민을 위해 인내를 가지고 미래통합당에 기회를 주시기를 바란다.”고 덧붙였다.
이후 황교안은 당 대표에서 사퇴했고, 이에 따라 미래통합당은 당장 비상대책위원회 체제 전환이 불가피해졌다.

### 김종인 비상대책위원회
당 지도부가 20대 의원과 21대 당선자들을 전수조사 한 결과 '김종인 비대위' 체제에 동의하는 의견이 과반을 넘었다. 이에 따라 2020년 4월 22일, 미래통합당은 최고위원회의를 열어 당을 비상대책위원회 체제로 전환하기로 결정하고, 당을 수습하고 재건하기 위해 비상대책위원장에 김종인 전 총괄선대위원장을 추대하기로 의견을 모았다. 4월 28일 오전, 최종적으로 당내 의견을 조율하기 위해 21대 국회의원 당선자 총회를 개최하였지만 향후 김종인 비상대책위원회에 대한 찬반 격론이 이뤄지며 결론을 내리지 못하였고, 이날 오후에 개최된 전국위에서 김종인 비대위원장 추대 안건이 177명의 찬성으로 의결되었으나 상임전국위가 의결정족수 미달로 무산되면서 비대위의 임기 문제를 매듭짓지 못했다. 이후 한달 가까이 논란을 수습한 끝에 5월 27일, 상임전국위원회를 열고 김종인 비상대책위원회의 임기를 내년 재·보선이 있는 4월까지 연장하는 안을 의결하였다. 이와 더불어 김종인 비대위에 청년과 여성 위원들이 대거 합류함으로써 공식적으로 27일 김종인 비대위 체제가 출범하였다.
또한 같은 날 미래한국당과의 합당 안건을 의결한 뒤 다음 날인 5월 28일, 합당 선포식을 통해 '미래통합당'이란 당명으로 흡수합당되었다. 이로써 미래통합당은 미래한국당의 19석을 더해 총 103석이 되어, 앞서 위성정당과 합당한 더불어민주당(177석)에 이은 제2당으로 김종인 비대위 체제와 함께 새 출발을 하게 되었다.
2020년 6월 1일부로 공식 업무를 시작한 비대위는 첫 회의에서 "진취적인 정당을 만들 것", "진보보다 더 앞서가고 더 국민 마음을 사는 것"을 강조하였다. 김종인 위원장은 비대위원들에게 정강·정책 개편(김병민), 청년 발굴·육성(정원석·김재섭), 여성·보육(김현아 김미애), 4차산업·직능(성일종) 등 각각 분야를 나눠 혁신과제를 마련토록 하였으며, 코로나19로 파생될 경제·사회적인 제반 위험성에 대비하기 위해 비대위 산하에 경제혁신위원회 설치를 주문하였다. 이에 앞서 김종인 위원장은 당 내외 행사에 참석할 때마다 ‘보수’, ‘자유 우파’ 같은 말을 더 이상 강조하지 말자고 부탁하며 이념에서 벗어나기를 당부하였다.

#### 정강정책
김종인 비대위는 국민이 원하는 시대상을 반영하고 당의 정체성을 새롭게 정립하기 위해 기존의 정강·정책을 전면 개정하는 작업을 추진하였다. 이를 위해 6월 15일 당의 정강·정책을 이끌 ‘정강정책개정특별위원회’를 발족하고, 김병민 교수를 위원장으로 임명하였다. 정강정책개정특위는 수많은 전문가들과의 협업을 통해 마침내 2020년 8월 11일 「모두의 내일을 위한 약속」, 「우리의 믿음」, 「기본정책」의 3가지 최종 정강정책 개정안을 완성하고, 김병민 정강·정책특별위원회 위원장이 김종인 비상대책위원장에게 정강·정책 개정 작업과 관련한 최종 브리핑을 마쳤다. 8월 13일에 공식적으로 공개되었고, 9월 2일 전국위원회에서 의결되어 마침내 수립되었다.
새 정강정책인 「모두의 내일을 위한 약속」은 누구도 소외되지 않는 국민 통합과 미래 변화를 앞장서서 이끄는 혁신과 개혁을 바탕으로, 기회와 공정, 미래 변화 선도, 노동의 존중, 경제적 자립, 약자와의 동행, 평화통일을 지향하는 외교 안보 등을 핵심가치로 삼았다.
또한 강령과 정책 사이에 「우리의 믿음」을 추가하였는데, 마이클 하워드 전 영국 보수당 대표가 발표했던 ‘보수주의자의 신념’을 벤치마킹하여, 앞으로도 국민 모두가 공유할 수 있는 가치와 철학을 10가지 항목으로 정리하였다.
진보의 어젠다로 분류되었던 기본소득을 1호 정책으로 제시한 것을 시작으로, 경제·복지 분야에서 약자와의 동행·경제민주화 구현과 일하는 모두가 존중받는 사회 등의 비전을 제시하였다. 게다가 국회의원 4연임 제한 추진과 피선거권 연령 18세 인하 등 개혁적인 의제와 권력형 비리 공소시효 폐지, 전관예우 제한, 기후 변화 대응 등 기존의 보수 정당의 정책과는 근본적으로 매우 다른 내용을 담았다. 이에 중도보수의 위치에서 실용적이고 개혁적인 정당으로 거듭날 수 있는 초석을 쌓았다고 평가 받는다.

#### 당명
비대위는 기존의 정당에서 완전히 탈피하기 위해 '포용성'과 '직관성'이라는 두 가지 원칙을 바탕으로 새 당명을 탐색하였다. 보수·자유·공화 등 이념적 색채가 강한 용어는 지양하고, 8월 13일 온라인 대국민 캠페인으로 새 당명을 공모하였다. '당(黨)'이라는 단어에 구애받지 않는 자유로운 형식의 이름들과 '새로움'을 의미하는 단어, 10일 동안 검토한 끝에 ’국민의힘’으로 채택하였다.

#### 당색 및 로고
또 기존의 이념적 색채에서 벗어나기 위해 국민의힘의 새 당명과 정강정책에 맞는 새로운 당색과 로고를 연구하였다. 다양성과 포용성을 상징하기 위해 단일색이 아닌, 다색(多色)으로 당색을 교체하고 이와 동시에 로고 작업도 병행·추진하였다. 2020년 9월 24일, 빨간색(● #E61E2B)을 기본으로 하며, 파란색(● #00B5E2)과 흰색(● #FFFFFF)을 보조로 사용하는 것으로 확정하였다. 김수민 국민의힘 홍보본부장은 새 당색에 "보수와 진보라는 이념적 구도에서 과감히 탈피해 국민을 통합하는 포용력 있는 정당으로 발돋움하고자 하는 당의 의지를 담았다"고 밝혔다. 과거 새누리당과 자유한국당이 사용했던 붉은색과 한나라당과 바른정당이 사용했던 파란색을 채택했는데, 또 다른 관점으로는 보수를 상징하는 붉은색과 진보를 상징하는 파란색, 그리고 이들의 화합과 조화를 상징하는 하얀색을 사용한다고도 볼 수 있다. 대한민국 정당 최초로 다색(多色)을 채택하였다.
로고는 빨간색 육각형 모양이다.

#### 선거 운동 및 결과
이후 오세훈, 박형준 후보는 각종 언론사에서 주최하는 후보자 초청 토론회와 중앙선거방송토론위원회에서 주최하는 후보자 TV 토론회 등에 참가하여 정책을 검증 받고, 김종인 비대위의 전폭적인 지지를 바탕으로 현장 유세에 나서는 등 최선을 다하였다. 그래서 여론조사 공표 금지 직전 여론조사 결과에서 오세훈 후보와 박형준 후보 모두 더불어민주당 후보를 상대로 20% 이상 앞서는 것으로 나타났다.
한편, 국민의힘은 서울·부산 선거대책위원회를 앞서 발족하였는데 서울 선대위에는 경선에서 탈락한 나경원, 오신환을 포함하여 유승민, 김무성, 정병국 등 쇄신파들이 전면 배치되면서 개혁적인 모습을 보였고, 이후 당외 인사로 금태섭과 안철수가 합류하면서 오세훈 캠프는 야권 단일 캠프로 크게 성장하였다. 금태섭 전 의원은 "이번 선거는 우리 정치가 정상적인 정치의 모습을 회복하는 첫 단계이고, 그러기 위해선 야권 지지층과 중도층 유권자에게 호소력이 있어야 한다"고 합류 이유를 밝혔고, 안철수 대표는 "이번에 지면 내년 정권교체는 물론 이 땅의 정의와 공정, 상식과 공동체의 가치가 돌이킬 수 없는 시련을 맞게 될 것"임을 호소하였다.
그리고 마침내 예상을 뒤집고 4·7 재보궐선거에서 국민의힘 오세훈 후보와 박형준 후보가 각각 57.50%, 62.67%의 지지율로 승리를 거뒀다. 서울시장 선거의 경우, 서울시 25개 자치구에서 모두 앞서면서 오세훈, 박영선 두 후보 간의 득표율 격차는 18.32%로 집계되었고, 부산시장 선거의 경우에도 부산시 16개 자치구에서 모두 앞서면서 득표율 격차가 28.25%로 집계되는 등 지난 21대 총선 결과를 완전히 뒤집었다. 이외에도 재보선이 치러진 나머지 선거에서도 국민의힘이 승리하였다. 서울 3곳, 경기 북부 2곳에서 실시된 광역·기초의원 재보궐선거에서 국민의힘 후보들이 당선되었으며, 충청, 울산, 경남에서도 승리하였다. 그러나 호남에서는 국민의힘이 한 곳도 승리하지 못했다.

#### 김종인에 대한 평가
21대 총선 이후 궤멸하던 정당을 다시 살려내고, 강도 높은 개혁으로 재보궐선거를 승리로 이끌며 떠나가던 민심을 돌아오게 한 비대위의 대표인 김종인은 바로 다음날인 4월 8일, 10개월의 임기를 마치고 퇴임하였다. 이날 오전에 마지막으로 국민의힘 비상대책위원회 회의를 주재한 뒤, 국회에서 기자들의 질문에 답하는 시간을 가졌다. 이후 의원총회에서 의원들의 박수와 함께 주호영 원내대표가 국민의힘을 대표하여 감사패를 드렸고, 김종인은 국민의힘 의원들을 격려하고 조언을 전하는 것으로 공식 임기를 마쳤다.
이날 기자회견에서 김종인은 “재·보궐선거의 압도적인 승리로 정권 교체와 민생 회복을 위한 최소한의 기반은 조성되었다고 생각하고 자연의 위치로 돌아가기로 했다”고 소회를 밝히며, 국민의힘이 다음 대선을 치를 수 있을 만한 여건을 만들어주겠다는 약속을 지켰음을 알렸다. 그러나 선거 승리의 기쁨보다 당이 작년 총선 참패 당시로 돌아갈지도 모른다는 점을 더 우려하였는데, "당이 정당을 스스로 강화할 생각보다는 외부 세력에 의존하려 한다"거나 "당을 뒤흔들 만한 생각만 하고 당권에만 욕심내는 사람이 많다"는 등 국민의힘이 갖고 있는 문제점을 지적하였다. 그러면서 국민의힘 의원들과 지지자들에게 마지막 부탁을 남겼다.
| “ | 이번 선거 결과를 국민의 승리로 겸허히 안 받아들이고 자신들이 승리한 거라 착각하며 개혁의 고삐를 늦춘다면 당은 다시 사분오열하고 정권 교체와 민생 회복을 이룩할 천재일우의 기회는 소멸될 것입니다. 대의보다 소의, 책임보다 변명, 자강보다 외풍, 내실보다 명분에 충실한 정당에 미래는 없습니다. 국민은 이런 정당에 더 이상 희망을 가지지 않습니다. 부디 국민의힘이 더 많이, 빨리, 결정적으로 변화하여 국민 마음에 더욱 깊숙이 다가가길 간절히 소원합니다. … 낡은 이념, 특정 지역에 묶인 정당이 아니라 시대의 변화를 읽고 국민 모두에게 고루 지지받을 수 있는 정당이 되기 위해 각고의 노력을 거듭할 것을 다시 촉구합니다. | ” |
|   | — 2021년 4월 8일 대한민국 국회에서 |   |

한편, 국민의힘 초선 의원 42명은 이날 김 위원장의 퇴임에 맞춰 성명서를 발표하였다. 초선 의원들은 “우리 당이 잘해서 거둔 승리가 아니라는 사실을 잘 알고 있다”면서 “구시대 유물이 된 계파 정치를 단호히 거부하고 오직 국민만 바라보는 한 팀이 되겠다”고 선언하였다.

### 이준석 초대 지도부의 출범
2021년 6월 11일, 첫 전당대회에서 `0선 돌풍`을 일으킨 이준석 대표가 선출되면서 국민의힘의 초대 지도부가 출범하였다. 보수 정당 최초로 2030 세대의 전폭적인 지지를 받았고, 입법·행정·사법 경험이 전무한 36세 ‘0선 정치인이 수권 정당의 당 대표가 된 것은 70여 년 헌정 사상 처음 있는 일이었으며, 3선 이상의 중진이 지도부에 입성하는 기성 정당의 관행을 뿌리채 흔들었다는 평가를 받을 정도로 이례적인 사건이었다.
청년으로서 공정과 쇄신을 호소해 돌풍을 일으켰고, 정부 교체와 변화를 바라는 당원들의 선택을 받은 이준석 대표는 ‘여성·청년할당제 폐지’, ‘공천 후보자에 대한 자격 시험 도입’, ’당 대변인 및 주요 당직 공개경쟁 선발’ 등의 공약을 내세우며 시대 변화에 적극적으로 따라가겠다는 의지를 보였고, 비교적 보수 색채가 깊은 대구에 방문해서는 박근혜 전 대통령과의 관계와 탄핵 사안 등에 대한 입장을 일목요연하게 정리하는 등 여러 쟁점을 정면으로 돌파하기도 했다.
수락연설에서 이준석 신임 대표는 "고정관념 속에 하나의 표상을 만들고 그것을 따를 것을 강요하는 정치는 사라져야 한다"고 밝히며 당원들에게 다양한 생각과의 공존을 부탁하였다. 이어서 "다양한 대선주자 및 그 지지자들과 공존할 수 있는 당을 만들 것"을 약속하며 "젊은 사람들이 자신의 의견을 이야기하는 것에 대해서 관대해져야 하고, 내가 지지하지 않는 대선후보라고 해서 맹목적으로 욕부터 하고 시작하는 야만은 사라져야 한다"고 정치가 바뀌어야 할 지점을 구체적으로 언급하였다. 아울러, 선거 과정에서 붉어졌던 전통적 지지층과 젊은 세대의 갈등을 해소하는 데도 최선을 다할 것을 약속하며 국민의힘을 근본적으로 개혁하겠다는 포부를 밝혔다.

### 제20대 대통령 선거 승리
2022년 3월 9일에 치러진 대한민국 제20대 대통령 선거에서 윤석열 후보가 득표율 48.6%로 1위를 기록하며 5년 만에 정권 교체에 성공했다. 이재명 더불어민주당 대통령 후보와의 득표 차는 단 0.73%p인 24만 7077표 차였다. 그러나 윤석열은 위헌.위법적인 계엄으로 인해 2024년 12월 14일 탄핵소추 가결로 임기가 정지되고 2025년 4월 4일 파면되었다.

### 국민의당과의 합당
안철수 국민의당 대표는 지난 4·7 재보궐 선거 때부터 서울시장 후보 당시 국민의힘과의 합당을 선언하며 합당을 시도한 적이 있었다. 그러나 서로 간의 의견 차이 및 갈등 등으로 무산되었으며, 제20대 대통령 선거 전후에도 합당을 위해 여러 차례 접견과 협상이 있었다. 그리고 결국 국민의당이 국민의힘에 흡수 합당하는 것으로 협상이 되면서 합당을 선언했다. 이후 당일날 국민의당 합당 투표에서 합당안이 가결되었고, 22일 국민의힘에서도 합당안이 가결되어 양당의 합당이 성사되었다.

### 이준석 대표의 징계
당 대표 이준석은 강용석의 가로세로연구소에서 2021년 12월말에 2013년 여름부터 이준석이 대전광역시의 룸살롱에서 성접대를 받았다는 의혹을 제기하면서 갈등을 빚었다. 2022년 3월 말 가로세로연구소는 당대표 정무실장인 김철근이 이준석 지시로 성접대 의혹 인멸을 위해 7억원 투자유치각서를 써줬다고 주장하였다. 김철근은 각서를 써준 사실을 인정했으나 개인적으로 써준 것이라며 관련성을 부인했다. 강용석은 서울시당에서 복당이 승인되었으나 이준석의 반발로 최고위원회에서 복당이 거부되어 경기도지사 선거에 독자 출마했다.
2022년 7월 7일 밤 시작된 징계 회의에서 7월 8일 새벽 국민의힘 윤리위원회는 성상납 여부에 대한 판단 없이 이준석이 각서 작성에 관여한 것으로 보인다며 증거인멸교사 혐의로 이준석에 대해 당원권 6개월 정지, 김철근은 증거인멸 혐의로 당원권 2년 정지의 징계를 의결했다. 당 대표직은 권성동이 대행한다.
이후 국민의힘의 지지율이 떨어지면서 비상대책위원회로 전환이 추진되어 2022년 8월 9일 국민의힘 전국위에서 비대위 전환 의결로 주호영 비상대책위원회가 출범하여 대표직을 상실했고, 이준석은 법적 대응을 하였다.

### 주호영 비상대책위원회
2022년 8월 대표 대행이 비상대책위원장을 지명할 수 있게 당헌 개정을 마친 후 주호영 비대위가 출범했다. 그러나 2022년 8월 26일 이준석 전 대표가 당과 주호영 비상대책위원장을 상대로 낸 가처분 신청(서울남부지방법원 2022카합20415)이 법원에서 일부 인용되면서 주호영 비상대책위원장이 본안 판결 전까지 직무정지되었다. 8월 29일 비상대책회의에서 새 비대위가 구성되기 전까지 권성동이 비상대책위원장 직무대행 하는 것으로 합의되었다. 이준석은 국민의힘과 기존 비대위원 전원에 대해 2차 가처분 신청(서울남부지방법원 2022카합20444)을 하였고, 국민의힘은 비상대책위원회를 구성할 수 있도록 비상상황의 규정을 확대하는 당헌 개정에 나섰다.

### 정진석 비상대책위원회
국민의힘은 비상대책위원회를 구성할 수 있도록 비상상황의 규정을 확대하는 당헌 개정에 나서 정진석을 임명한 뒤 비상대책위원을 임명하는 절차까지 9월 13일 마무리지었으며, 비대위 출범 이후 주호영을 원내대표로 선출했다.
이준석은 당헌 개정을 막기 위한 국민의힘에 대한 3차 가처분(서울남부지방법원 2022카합20453)을 한 뒤 비대위원장이 임명되자 위원장에 대해 4차 가처분(서울남부지방법원 2022카합20464)을 하고 비대위원까지 임명되자 2차가처분을 취하하고 새 비대위원에 대한 5차 가처분(서울남부지방법원 2022카합20491)을 하였다.
10월 6일 서울남부지방법원은 3차 가처분은 각하, 4~5차 가처분은 기각하였다. 이날 오후 국민의힘 윤리위원회는 징계 심의에 나서 7일 새벽 가처분과 모욕적 언사가 해당행위라며 이준석의 당원권을 1년간 추가로 정지하였다.

### 전당 대회
당 대표 본 경선에 에는 김기현·안철수·천하람·황교안 후보 등 4명이 진출하였다.
최고위원 본경선에는 김병민·김용태·김재원·민영삼·정미경·조수진·태영호·허은아 후보 등 8명이 진출하였다.
경선 과정에서 일반 국민 대상 여론조사 1위를 하던 유승민 전 의원을 경선룰을 당원투표 100%로 변경하여 배제하였다는 논란이 있다. 또한 대통령실에서 김기현후보에게 우호적인 입장을 취하여 경선 개입이라는 비판을 받기도 하였다. 이에 대하여 안철수 후보등 비윤 후보들은 반발하였다.
김기현 후보가 대표로 선출되었으며 최고위원도 모두 친윤석열계 성향의 후보들이 승리하였다.

### 시대전환과의 합당
조정훈 시대전환 의원은 4·7 서울시장 재보궐 선거 직전 박영선 더불어민주당 서울시장 후보와 단일화했던 인물이었다.
당시에는 4·15 국회의원 선거 직전 더불어민주당 탈당 후 비례 위성정당 더불어시민당에 입당했던 국회의원이었는데 더불어시민당 탈당 후 또 비례 위성정당 시대전환을 창당했다.

## 역대 지도부

### 당대표
| 당명       | 대수 | 대표     | 직함                    | 임기                              | 비고                                                   |
| ---------- | ---- | -------- | ----------------------- | --------------------------------- | ------------------------------------------------------ |
| 미래통합당 | 1    | 황교안   | 당대표                  | 2020년 2월 13일~2020년 4월 15일   | 신설합당한 미래통합당 당대표                           |
| 미래통합당 | -    | 심재철   | 권한대행                | 2020년 4월 16일~2020년 5월 8일    | 원내대표                                               |
| 미래통합당 | -    | 주호영   | 권한대행                | 2020년 5월 8일~2020년 5월 27일    | 원내대표                                               |
| 미래통합당 | -    | 김종인   | 비상대책위원장          | 2020년 5월 27일~2020년 9월 1일    |                                                        |
| 국민의힘   | -    | 김종인   | 비상대책위원장          | 2020년 9월 2일~2021년 4월 7일     | 2020년 9월 2일, '국민의힘'으로 당명 변경               |
| 국민의힘   | -    | 주호영   | 권한대행                | 2021년 4월 8일~2021년 4월 30일    | 원내대표                                               |
| 국민의힘   | -    | 김기현   | 권한대행                | 2021년 4월 30일~2021년 6월 11일   | 원내대표                                               |
| 국민의힘   | 1    | 이준석   | 당대표                  | 2021년 6월 12일~2022년 8월 9일    | 국민의힘 초대 당대표. 국민의힘 제1차 전당대회에서 선출 |
| 국민의힘   | -    | 권성동   | 직무대행                | 2022년 7월 8일~2022년 8월 9일     | 원내대표                                               |
| 국민의힘   | -    | 주호영   | 비상대책위원장          | 2022년 8월 9일~2022년 8월 26일    |                                                        |
| 국민의힘   | -    | 권성동   | 직무대행                | 2022년 8월 26일~2022년 9월 8일    | 원내대표                                               |
| 국민의힘   | -    | 정진석   | 비상대책위원장          | 2022년 9월 8일~2023년 3월 7일     |                                                        |
| 국민의힘   | 2    | 김기현   | 당대표                  | 2023년 3월 8일~2023년 12월 13일   | 국민의힘 제3차 전당대회에서 선출                       |
| 국민의힘   | -    | 윤재옥   | 권한대행                | 2023년 12월 13일~2023년 12월 29일 | 원내대표                                               |
| 국민의힘   | -    | 한동훈   | 비상대책위원장          | 2023년 12월 29일~2024년 4월 11일  |                                                        |
| 국민의힘   | -    | 윤재옥   | 권한대행                | 2024년 4월 11일~2024년 5월 2일    | 원내대표                                               |
| 국민의힘   | -    | 황우여   | 비상대책위원장          | 2024년 5월 2일~2024년 7월 23일    |                                                        |
| 국민의힘   | 3    | 한동훈   | 당대표                  | 2024년 7월 23일~2024년 12월 16일  | 국민의힘 제4차 전당대회에서 선출                       |
| 국민의힘   | -    | 권성동   | 권한대행                | 2024년 12월 16일~2024년 12월 30일 |                                                        |
| 국민의힘   | -    | 권영세   | 비상대책위원장          | 2024년 12월 30일~2025년 5월 10일  |                                                        |
| 국민의힘   | -    | 권성동   | 비상대책위원장 권한대행 | 2025년 5월 10일~2025년 5월 15일   |                                                        |
| 국민의힘   | -    | 김용태   | 비상대책위원장          | 2025년 5월 15일~2025년 6월 30일   |                                                        |
| 국민의힘   | -    | 송언석   | 비상대책위원장          | 2025년 6월 30일~2025년 8월 22일   |                                                        |
| 국민의힘   | 4    | 선출예정 | 당대표                  | 2025년 8월 22일~                  |                                                        |

### 원내대표
| 당명       | 대수     | 원내대표 | 임기                             |
| ---------- | -------- | -------- | -------------------------------- |
| 미래통합당 | 1        | 심재철   | 2020년 2월 13일~2020년 5월 8일   |
| 미래통합당 | 2        | 주호영   | 2020년 5월 8일~2020년 9월 2일    |
| 국민의힘   | 1        | 주호영   | 2020년 9월 2일~2021년 4월 30일   |
| 국민의힘   | 2        | 김기현   | 2021년 4월 30일~2022년 4월 8일   |
| 국민의힘   | 3        | 권성동   | 2022년 4월 8일~2022년 9월 19일   |
| 국민의힘   | 4        | 주호영   | 2022년 9월 19일~2023년 4월 7일   |
| 국민의힘   | 5        | 윤재옥   | 2023년 4월 7일~2024년 5월 9일    |
| 국민의힘   | 6        | 추경호   | 2024년 5월 9일~2024년 6월 24일   |
| 국민의힘   | 직무대행 | 배준영   | 2024년 6월 24일~2024년 6월 29일  |
| 국민의힘   | 6        | 추경호   | 2024년 6월 29일~2024년 12월 7일  |
| 국민의힘   | 직무대행 | 배준영   | 2024년 12월 7일~2024년 12월 12일 |
| 국민의힘   | 7        | 권성동   | 2024년 12월 12일~2025년 6월 12일 |
| 국민의힘   | 직무대행 | 박형수   | 2025년 6월 12일~2025년 6월 16일  |
| 국민의힘   | 8        | 송언석   | 2025년 6월 16일~                 |

### 통합추진위원회
2020년 1월 14일~2020년 2월 5일
- 정치권(6인): 김상훈 자유한국당 국회의원, 이양수 자유한국당 국회의원, 정운천 새로운보수당 공동대표, 지상욱 새로운보수당 공동대표, 송근존 미래를향한전진4.0 창당준비위원회 통합추진위원장, 정경모 국민소리당 창당준비위원회 부위원장
- 시민단체(6인): 이갑산 범시민사회단체연합 상임대표, 박인환 바른사회시민회의 공동대표, 박상덕 원자력국민연대 공동대표, 김근식 경남대 교수, 신용한 서원대 석좌교수, 김은혜 MBN 앵커·특임이사, 안형환 국민통합연대 사무총장(前 한나라당 의원)

### 통합신당준비위원회
2020년 2월 6일~2020년 2월 17일
- 통합추진위원회는 시민·사회단체대표자연석회의의 참여하에 자유한국당, 새로운보수당, 미래를향한전진4.0 3당을 신설합당키로 하고 이를 위한 통합신당준비위원회를 발족
- 통합신당준비위원회는 2월 6일 15인으로 출범, 2월 10일 김일두(시대연 추천) 추가 위촉, 총16인으로 구성, 2월 14일 시대연 추천 7인 전원 사퇴
- 공동위원장(5인): 심재철(자유한국당), 정병국(새로운보수당), 이언주(미래를향한전진4.0), 장기표, 박형준(시민·사회단체대표자연석회의)
- 정치혁신특별위원장: 문병호
- 통합신당준비위원(10인): 김상훈, 송언석(이상 자유한국당), 정운천(새로운보수당), 김원성(미래를향한전진4.0), 김근식, 김일두, 박준식, 안병용, 안형환, 조형곤(시민·사회단체대표자연석회의)
- '혁신공천=총선승리'를 위해 공천관리위원장과 공천관리위원에 시민·사회단체의 참여가 절실하다는 주장이 무산되어 2월 14일 시민·사회단체 출신 공동위원장(장기표)과 통합신당준비위원(김근식, 김일두, 박준식, 안병용, 안형환, 조형곤) 전원 사퇴

### 미래통합당 초대 지도부(2020. 2.~2020. 5.)
2020년 2월 17일~2020년 5월 26일
- 당대표: 황교안→ 심재철(권한대행)→주호영(권한대행)
- 최고위원: 조경태, 김순례(사퇴), 김광림, 신보라, 원희룡, 김영환, 이준석, 김원성(사퇴)
- 원내대표: 심재철→주호영
  - 원내수석부대표: 김성원
    - 원내부대표단: 강효상, 김규환, 김정재, 김현아, 송석준, 송언석, 이만희, 이양수, 이은권, 정유섭, 정점식→김승수, 정희용, 유상범, 권명호, 엄태영, 김은혜, 이주환, 배준영
- 정책위원회 의장: 김재원→이종배
  - 정책위원회 수석부의장:
- 사무총장: 박완수
- 중앙직능위원회 의장: 김재경
- 당무감사위원장: 배규한
- 인권위원장: 이은권
- 법률자문위원장: 최교일
- 국민공감전략위원장: 김승희→반기문
- 인재영입위원장:
- 여의도연구원장: 공석
- 전략기획부총장: 송언석
- 조직부총장:
- 홍보본부장: 김찬형
- 대변인: (수석대변인), 김성원, 전희경, 이창수, 박용찬
- 원내대변인: 김정재, 이만희, 이양수→성일종→최형두, 배현진
- 당대표 비서실장: 김명연→이상일

### 비상대책위원회(2020. 5.~2021. 6.)
2020년 5월 27일~2021년 6월 11일
- 비상대책위원장: 김종인→주호영(권한대행)→김기현(권한대행)
- 비상대책위원: 김기현, 이종배, 김미애, 김병민, 김재섭, 김현아, 성일종, 정원석
- 원내대표: 주호영→김기현
  - 원내수석부대표: 김성원→추경호
    - 원내부대표단: 권명호, 김승수, 김은혜, 배준영, 엄태영, 유상범, 이용, 이주환, 전주혜, 정희용, 최승재→강대식, 강민국, 구자근, 김예지, 박성민, 엄태영, 유상범, 전주혜, 정동만, 조명희, 최춘식, 태영호(前주영국조선민주주의인민공화국 대사관 공사), 허은아
- 정책위원회 의장: 이종배
  - 정책위원회 수석부의장: 윤재옥→공석
- 사무총장: 김선동→정양석
- 중앙직능위원회 의장: 김성태
- 당무감사위원장: 이양희
- 인권위원장: 유상범
- 법률자문위원장: 정점식
- 인재영입위원장: 권영세
- 여의도연구원장: 지상욱
- 전략기획부총장: 이철규
- 조직부총장: 함경우
- 홍보본부장: 김수민
- 대변인: (수석대변인), 김은혜, 배준영, 윤희석, 김예령→배준영, 윤희석, 김예령

- 원내대변인: 최형두, 배현진→강민국, 전주혜
- 비상대책위원장 비서실장: 송언석→공석

### 국민의힘 초대 지도부(2021. 6.~2022. 8.)
2021년 6월 11일~2022년 8월 9일
- 당대표: 이준석(당원권 정지, 해임)→권성동 (직무대행, 사퇴)
- 최고위원: 조수진(수석최고위원, 사퇴), 배현진(사퇴), 김재원(사퇴), 정미경(사퇴), 김용태(청년최고위원, 해임), 윤영석(지명직최고위원, 사퇴)
- 원내대표: 김기현→권성동
  - 원내수석부대표: 추경호→송언석
    - 원내부대표단: 강대식, 강민국, 구자근, 김예지, 박성민, 엄태영, 유상범, 전주혜, 정동만, 조명희, 최춘식, 태영호(前주영국조선민주주의인민공화국 대사관 공사), 허은아→김병욱, 김선교, 김희곤, 박대수, 서일준, 안병길, 윤두현, 이종성, 전봉민, 조은희, 한무경, 홍석준
- 정책위원회 의장: 김도읍→유의동→성일종
  - 정책위원회 수석부의장: 공석
- 사무총장: 한기호→권성동→권영세→한기호→공석
- 중앙직능위원회 의장: 김성태→정병국
- 중앙윤리위원장: 이양희
- 인권위원장: 유상범
- 법률자문위원장: 유상범
- 인재영입위원장: 정병국→권성동
- 여의도연구원장: 지상욱
- 전략기획부총장: 성일종→윤한홍→이철규→홍철호→공석
- 조직부총장: 김석기→박성민→강대식→공석
- 홍보본부장: 김수민→김은혜→이양수→공석
- 대변인: 허은아(수석대변인), 임승호, 양준우→허은아, 김형동(수석대변인), 박민영, 문성호
  - 상근부대변인: 김연주, 신인규, 주이삭→임형빈, 이유동, 곽승용, 이태한, 신주호
- 원내대변인: 강민국, 전주혜→박형수, 양금희
- 당대표 비서실장: 서범수→박성민→공석

### 비상대책위원회(2022. 8.~2022. 9.)
2022년 8월 9일~2022년 9월 8일
- 비상대책위원장: 주호영→권성동 (직무대행)
- 비상대책위원: 엄태영, 이소희, 정양석, 전주혜, 주기환, 최재민→공석
- 원내대표: 권성동
  - 원내수석부대표: 송언석
    - 원내부대표단: 김병욱, 김선교, 김희곤, 박대수, 서일준, 안병길, 윤두현, 이종성, 전봉민, 조은희, 한무경, 홍석준
- 정책위원회 의장: 성일종
  - 정책위원회 수석부의장: 공석
- 사무총장: 김석기
- 중앙직능위원회 의장: 정병국
- 중앙윤리위원장: 이양희
- 인권위원장: 유상범
- 법률자문위원장: 유상범
- 인재영입위원장: 권성동
- 여의도연구원장: 지상욱
- 전략기획부총장: 공석
- 조직부총장: 공석
- 홍보본부장: 공석
- 대변인: 허은아, 김형동(수석대변인), 박민영, 문성호→박정하(수석대변인)
  - 상근부대변인: 임형빈, 이유동, 곽승용, 이태한, 신주호 →
- 원내대변인: 박형수, 양금희
- 비상대책위원장 비서실장: 정희용

### 비상대책위원회(2022. 9.~2023. 3.)
2022년 9월 8일~2023년 3월 8일
- 비상대책위원장: 정진석
- 비상대책위원: 정점식, 김상훈, 전주혜, 김병민, 김종혁, 김행
- 원내대표: 주호영
  - 원내수석부대표: 송언석
    - 원내부대표단: 김병욱, 김선교, 김희곤, 박대수, 서일준, 안병길, 윤두현, 이종성, 전봉민, 조은희, 한무경, 홍석준
- 정책위원회 의장: 성일종
  - 정책위원회 수석부의장: 류성걸
- 사무총장: 김석기
- 중앙직능위원회 의장: 정병국
- 중앙윤리위원장: 이양희
- 당무감사위원장: 이성호
- 인권위원장: 유상범→최재형
- 법률자문위원장: 유상범
- 인재영입위원장: 권성동
- 여의도연구원장: 김용태
- 전략기획부총장: 이양수
- 조직부총장: 엄태영
- 홍보본부장: 김수민
- 대변인: 박정하, 양금희(수석대변인)
  - 상근부대변인: 임형빈, 이유동, 곽승용, 이태한, 신주호
- 원내대변인: 김미애, 장동혁
- 비상대책위원장 비서실장: 노용호

### 국민의힘 2대 지도부(2023. 3.~2023. 12.)
2023년 3월 8일~2023년 12월 26일
- 당대표: 김기현→윤재옥(대표권한대행)
- 최고위원: 김재원(수석최고위원, 직무정지, 사퇴)→김석기(수석최고위원), 김병민, 조수진, 태영호(사퇴)→김가람, 장예찬(청년최고위원), 강대식(지명직최고위원, 사퇴)→김예지(지명직최고위원)
- 원내대표: 윤재옥
  - 원내수석부대표: 이양수
    - 원내부대표단: 김영식, 백종헌, 엄태영, 임병헌, 이인선, 서범수, 서정숙, 조명희, 정경희, 지성호
      - 원내대변인: 장동혁, 전주혜
- 정책위원회 의장: 박대출(사퇴)→유의동
  - 정책위원회 수석부의장: 이만희→이태규
- 사무총장: 이철규(사퇴)→이만희
- 전략기획부총장: 박성민(사퇴)→배준영
- 조직부총장: 배현진(사퇴)→함경우
- 홍보본부장: 송상헌
- 당대표 비서실장: 구자근
- 대변인단
  - 수석대변인: 강민국(사퇴), 유상범(사퇴)→박정하
  - 수석상근부대변인: 황규환
  - 선임대변인: 윤희석
  - 상근대변인: 김예령, 김민수, 정광재
  - 청년대변인: 김정식
  - 상근부대변인: 김온수, 김근태, 문종형, 배윤주, 신주호, 이민찬, 최현철, 정우영, 강사빈
  - 부대변인: 곽효정, 김윤형, 박민협, 손동숙, 유태희, 이균철, 이상욱, 정경민, 정재준, 정찬택, 조일연, 최주호
- 중앙윤리위원장: 황정근
- 당무감사위원장: 신의진
- 여의도연구원장: 박수영(사퇴)→김성원
- 중앙직능위원회 의장: 정병국
- 인권위원장: 이창수
- 법률자문위원장: 전주혜
- 인재영입위원장: 김기현→이철규

### 비상대책위원회(2023. 12.~2024. 5.)
2023년 12월 29일~2024년 5월 2일
- 비상대책위원장: 한동훈→윤재옥 (직무대행)
- 비상대책위원: 김경율(사퇴), 김예지(사퇴), 구자룡(사퇴), 민경우(사퇴), 박은식(사퇴), 윤도현(사퇴), 장서정(사퇴), 한지아(사퇴)
- 원내대표: 윤재옥
  - 원내수석부대표: 이양수
    - 원내부대표단: 김영식, 백종헌, 엄태영, 임병헌, 이인선, 서범수, 서정숙, 조명희, 정경희, 지성호
      - 원내대변인: 전주혜, 정희용
- 정책위원회 의장: 유의동→ 사퇴
  - 정책위원회 수석부의장: 이태규
- 사무총장: 장동혁→ 배준영(직무대리)
- 전략기획부총장: 배준영
- 조직부총장: 김종혁
- 홍보본부장: 김수민
- 비상대책위원장 비서실장: 김형동→ 사퇴
- 대변인단
  - 수석대변인 : 박정하→ 정희용
  - 선임대변인: 윤희석
  - 대변인: 김예령, 김민수, 김정식, 정광재, 호준석
  - 수석부대변인: 황규환
  - 상근부대변인: 김온수, 김근태, 문종형, 배윤주, 신주호, 이민찬, 최현철, 강사빈
  - 부대변인: 곽효정, 김윤형, 박민협, 손동숙, 유태희, 이균철, 이상욱, 정경민, 정재준, 정찬택, 조일연, 최주호
- 중앙윤리위원장: 황정근
- 당무감사위원장: 신의진
- 여의도연구원장: 홍영림
- 인권위원장: 이창수
- 법률자문위원장: 전주혜
- 인재영입위원장: 이철규, 한동훈

### 비상대책위원회(2024. 5.~2024. 7.)
2024년 5월 2일~2024년 7월 23일
- 비상대책위원장: 황우여
- 비상대책위원: 유상범, 전주혜, 엄태영, 김용태
- 원내대표: 윤재옥 → 추경호 → 배준영(직무대행) → 추경호
  - 원내수석부대표: 배준영
    - 원내부대표단: 강명구, 김상욱, 김소희, 김재섭, 김종양, 박성훈, 박수민, 우재준, 이종욱, 정성국, 진종오
      - 원내대변인: 장동혁(수석, 사퇴), 박준태, 조지연 → 신동욱(수석), 박준태, 조지연
- 정책위원회 의장: 정점식 →
  - 정책위원회 수석부의장:
- 사무총장: 배준영 → 성일종
- 전략기획부총장: 서지영
- 조직부총장: 김종혁
- 홍보본부장: 김수민
- 비상대책위원장 비서실장: 조은희
- 대변인단
  - 수석대변인: 곽규택, 김민전(사퇴) → 곽규택, 최수진
  - 선임대변인: 윤희석
  - 대변인: 김혜란, 정광재, 호준석
  - 수석부대변인: 황규환
  - 상근부대변인: 문종형, 배윤주, 신주호, 이민찬, 최현철, 강사빈
  - 부대변인: 곽효정, 김윤형, 박민협, 손동숙, 유태희, 이균철, 이상욱, 정경민, 정재준, 정찬택, 조일연, 최주호
- 중앙윤리위원장: 이용구
- 당무감사위원장: 신의진
- 여의도연구원장: 홍영림
- 인권위원장: 이창수
- 법률자문위원장: 주진우
- 인재영입위원장:

### 국민의힘 3대 지도부(2024. 7.~2024. 12.)
2024년 7월 23일~2024년 12월 30일
- 당대표: 한동훈 → 권성동(권한대행)
- 최고위원: 장동혁(수석최고위원, 사퇴), 인요한(사퇴), 김재원(사퇴), 김민전(사퇴), 진종오(청년최고위원, 사퇴), 김종혁(지명직최고위원) → 김종혁(지명직최고위원)
- 원내대표: 추경호 → 배준영(직무대행) → 권성동
  - 원내수석부대표: 배준영 → 박형수
    - 원내부대표단: 강명구, 김상욱, 김소희, 김재섭, 김종양, 박성훈, 박수민, 우재준, 이종욱, 정성국 → 김재섭, 박수민, 박성훈, 우재준, 김상욱, 강명구, 김종양, 이종욱, 김소희, 서지영, 강선영 → 김종양, 이종욱, 박성훈, 강명구, 김재섭, 조지연, 강선영, 최수진, 김소희, 박준태, 박충권
      - 원내대변인: 신동욱(수석), 박준태, 조지연 → 김대식(수석), 박수민, 서지영
- 정책위원회 의장: 정점식 → 김상훈
  - 정책위원회 부의장: 박수영
- 사무총장: 성일종 → 서범수 → (공석)
- 전략기획부총장: 서지영 → 신지호
- 조직부총장: 김종혁 → 정성국
- 홍보본부장: 장서정
- 당대표 비서실장: 박정하
- 대변인단
  - 수석대변인: 곽규택, 한지아
    - 대변인: 윤희석, 김연주, 김준호, 김혜란, 박상수, 송영훈, 정광재, 호준석
    - 상근부대변인: 신주호, 정혜림
    - 부대변인: 김윤형, 신성영, 이종배, 정경욱, 조용술, 최주호, 홍종진
- 중앙윤리위원장: 이용구 → 신의진
- 당무감사위원장: 신의진 → 유일준
- 여의도연구원장: 홍영림 → 유의동
- 인권위원장: 이창수
- 법률자문위원장: 주진우
- 인재영입위원장: 고동진

### 비상대책위원회(2024. 12.~2025. 5.)
2024년 12월 30일~2025년 5월 15일
- 비상대책위원장: 권영세 → 권성동(직무대행)
- 비상대책위원: 임이자, 최형두, 김용태, 최보윤
- 원내대표: 권성동
  - 원내수석부대표: 박형수
    - 원내부대표단: 강명구, 강선영, 김소희, 김재섭, 김종양, 박성훈, 박준태, 박충권, 이종욱, 조지연, 최수진
      - 원내대변인: 김대식(수석, 사퇴), 박수민, 서지영
- 정책위원회 의장: 김상훈
  - 정책위원회 부의장: 박수영, 조은희
- 사무총장: 이양수 → 박대출
- 전략기획부총장: 조정훈
- 조직부총장: 김재섭
- 홍보본부장: 이상휘
- 비상대책위원장 비서실장: 강명구
- 대변인단
  - 수석대변인: 신동욱
    - 대변인: 강전애, 권동욱, 김동원, 김기흥, 박민영, 이준우, 정광재, 조용술, 함인경, 호준석
      - 부대변인: 권태호, 김기홍, 김영민, 김지수, 노치환, 박한석, 이민철, 이인숙, 이재능, 이진욱, 정경욱
- 중앙윤리위원장: 여상원
- 당무감사위원장: 유일준
- 여의도연구원장: 윤희숙
- 인권위원장: 이창수
- 법률자문위원장: 주진우
- 인재영입위원장: 윤한홍

### 비상대책위원회(2025. 5.~2025. 6.)
2025년 5월 15일~2025년 6월 30일
- 비상대책위원장: 김용태
  - 비상대책위원: 임이자, 최형두, 최보윤
- 원내대표: 권성동 → 박형수(직무대행) → 송언석
  - 원내수석부대표: 박형수 → 유상범(운영), 김은혜(정책)
    - 원내부대표단: 강선영, 김소희(사퇴), 김종양, 박성훈, 박준태, 박충권, 이종욱, 조지연, 최수진 → 강선영, 곽규택, 박상웅, 박충권, 서명옥, 조승환, 조지연, 최은석
      - 원내대변인: 박수민, 서지영 → 박성훈, 최수진
- 정책위원회 의장: 김상훈 →
  - 정책위원회 부의장: 박수영, 조은희 →
- 사무총장: 박대출
- 전략기획부총장:
- 조직부총장:
- 홍보본부장: 이상휘
- 비상대책위원장 비서실장:
- 대변인단
  - 수석대변인: 신동욱
    - 대변인: 강전애, 권동욱, 김동원, 박민영, 이준우, 정광재, 정문식, 함인경, 호준석
- 중앙윤리위원장: 여상원
- 당무감사위원장: 유일준
- 여의도연구원장: 윤희숙
- 인권위원장: 이창수
- 법률자문위원장: 주진우
- 인재영입위원장: 윤한홍

### 비상대책위원회(2025. 6.~2025. 8.)
2025년 6월 30일~2025년 8월 22일
- 비상대책위원장: 송언석
  - 비상대책위원: 박덕흠, 조은희, 김대식, 박진호, 홍형선
- 원내대표: 송언석
  - 원내운영수석부대표: 유상범
  - 원내정책수석부대표: 김은혜
    - 원내부대표단: 강선영, 곽규택, 박상웅, 박충권, 서명옥, 조승환, 조지연, 최은석
      - 원내대변인: 박성훈, 최수진 → 곽규택, 박성훈, 최은석
- 정책위원회 의장: 김상훈 → 김정재
  - 정책위원회 부의장: 박수영, 조은희
- 사무총장: 박대출 → 정점식
- 전략기획부총장: 구자근
- 조직부총장: 서지영
- 홍보본부장: 이상휘
- 비상대책위원장 비서실장: 박수민
- 대변인단
  - 수석대변인: 신동욱 → 박성훈, 최수진 → 곽규택, 박성훈, 최은석
    - 대변인: 강전애, 권동욱, 김동원, 박민영, 이준우, 정광재, 정문식, 함인경, 호준석
- 중앙윤리위원장: 여상원
- 당무감사위원장: 유일준
- 여의도연구원장: 윤희숙 →
- 인권위원장: 이창수
- 법률자문위원장: 주진우 → 곽규택
- 인재영입위원장: 윤한홍

### 국민의힘 4대 지도부(2025. 8.~)
2025년 8월 22일~
- 당대표:
- 최고위원:
- 원내대표: 송언석
  - 원내운영수석부대표: 유상범
  - 원내정책수석부대표: 김은혜
    - 원내부대표단: 강선영, 곽규택, 박상웅, 박충권, 서명옥, 조승환, 조지연, 최은석
      - 원내대변인: 곽규택, 박성훈, 최은석
- 정책위원회 의장: 김정재
  - 정책위원회 수석부의장: 김은혜
- 사무총장:
- 전략기획부총장:
- 조직부총장:
- 홍보본부장:
- 당대표 비서실장:
- 대변인단
  - 수석대변인: 
    - 대변인:
- 중앙윤리위원장: 여상원
- 당무감사위원장: 유일준
- 여의도연구원장:
- 인권위원장: 이창수
- 법률자문위원장: 곽규택
- 인재영입위원장: 윤한홍

## 역대 전당대회

### 국민의힘 제1차 전당대회
4.7 재보궐선거가 끝나며 김종인 비상대책위원장이 퇴임함에 따라 국민의힘은 차기 지도부를 선출할 원내대표 선거와 전당대회를 준비하였다.
원내대표로 선출된 김기현 신임 원내대표는 곧바로 안철수 국민의당 대표와 회동하여 합당 문제를 전당대회 이후에 논의하기로 합의하고, '국민의힘 전당대회준비위'를 구성하여 지도부를 빠르게 출범시키기 위해 노력하였다.
4월 당시에는 당 대표 권한대행을 맡고 있었던 주호영 원내대표가 무난하게 차기 당 대표를 맡을 것이라는 관측이 우세했다. 4월 13일과 16일, 서병수 전 부산시장과 정진석 전 원내대표가 잇따라 불출마를 선언하자 주호영 대세론이 형성되며 주호영 원내대표는 각종 여론조사에서 1위를 차지했다. 그러나 이에 대한 견제로 특정 지역 출신이 당을 장악할 경우 확장성에 걸림돌이 될 것이라는 '영남당' 논란과, 당 대표 선거 출마를 노린다면 당 대표 권한을 대행하고 있는 원내대표직에서 서둘러 물러나야 한다는 논란이 있었다. 4월 23일, 직전 재보선 서울시장 경선에서 탈락했던 나경원 전 원내대표의 출마설이 보도된 이후 5월부터 여론조사에 포함된 나경원 전 원내대표가 여론조사 1위를 차지하고, 4월 30일 원내대표 선거 실시에 따라 주호영 원내대표가 조기 퇴임하고 당대표 출마를 공식화하면서 당대표 선거 초반은 수도권 대 비수도권 구도의 주호영, 나경원 전 원내대표의 양강 구도로 형성되었다.
한편, 당대표 출마를 선언한 초선의 김웅 의원이 초기 여론조사에서 2위, 나경원 원내대표가 여론조사에 포함된 이후에도 3위권을 유지하자 세대교체가 이슈로 떠오르기 시작했다. 이러한 세대교체 바람은 역시 초선의 김은혜 의원과 공직선거 당선 경험이 없는 이준석 전 최고위원 등으로도 옮겨갔다. 특히 2012년 새누리당 비대위원 영입 당시부터 잦은 방송활동으로 높은 인지도를 갖고 4.7 재보선 평가를 두고 진중권 교수와 페미니즘을 주제로 설전을 벌이며 이슈화된 이준석 전 최고위원은 5월 초 여론조사에 포함되기 시작하자 주호영 전 원내대표를 제치고 나경원 전 원내대표와 오차범위 내 2위를 차지하기 시작했다. 이후 주호영 전 원내대표와 이준석 전 최고위원 간의 설전이 오가면서 당대표 선거는 신진 대 중진 구도로 급변했다. 이러한 논쟁 속에 이준석 전 최고위원은 새로운 세대의 상징으로 떠오르며 5월 중순 여론조사부터는 1위를 차지하기 시작했고 점차 타 후보와의 차이를 벌려가 후보등록 후 일부 여론조사에서는 2위인 나경원 전 원내대표의 2배 가까운 지지율을 보이기도 했다.
5월 22일, 후보 등록 결과 이준석 전 최고위원, 나경원, 주호영 전 원내대표, 조경태, 홍문표, 김웅, 김은혜, 윤영석 의원이 당 대표 후보로 등록했다. 당 대표에는 총 8명이, 최고위원에는 10명이, 청년 최고위원에는 5명이 후보로 등록하면서 보수 정당 최초로 당 대표 예비 경선을 실시하게 되었다.
5월 28일, 일반국민 여론조사 50%, 당원 여론조사 50%로 치러진 예비경선 결과, 이준석, 나경원, 주호영, 홍문표 후보가 진출하였고, 김웅, 김은혜 의원은 이미지가 겹치는 이준석 후보에게 지지를 빼앗기며 컷오프되었다. 이전까지 주호영 후보 등 일각에서는 이준석 후보가 압도적 1위로 나타나는 여론조사들의 신뢰성을 의심해왔으나, 예비경선 후 언론을 통해 득표율이 공개되어 이준석 후보가 일반국민 여론조사에서 51%의 지지율을 보이고 당원 여론조사에서도 1위인 나경원 후보(32%)와 1% 차이였다는 것이 밝혀지자, 실체를 드러낸 이준석 후보의 지지율은 밴드왜건 효과와 함께 탈락한 초선 김웅, 김은혜 의원의 지지층을 흡수하며 더욱 파죽지세를 이어갔다.

이후 4차례의 합동연설회를 가지며 4명의 후보들은 당의 방향성에 대해 매우 치열하게 토론하였는데, TV 시청률과 유튜브 시청자 수에서 높은 수치를 기록하며 높은 관심을 받았다. 이준석 후보가 압도적인 1위를 이어가자 나경원 후보 측에서는 이준석 후보가 유승민 전 바른정당 대표와 가깝고 안철수 국민의당 대표와 적대적인 관계였던 점을 두고 대선 관리에 적합하지 않다며 공격했고, 이준석 후보는 나경원 후보야말로 친박계의 지원을 받고 있다며 반격하면서 당대표 선거 후반은 계파 논쟁으로 이어졌다. 나경원 후보 측은 이준석 후보가 당 대표가 되면 윤석열 점 검찰총장을 배제할 것이라며 공격했고, 이준석 후보가 "음모론적 망상"이라며 반박하자 '망상'이 모욕적인 장애인 비하발언이라며 재반격했다.
이러한 두 후보 간 접전으로 투표결과 선거인단 모바일 투표율이 36.16%, 당원투표율은 역대 최고인 45.4%을 기록하였다.
| 순위 | 기호 | 이름   | 선거인단 투표(70%) | 국민 여론조사(30%) | 총 득표 | 비고    |
| 순위 | 기호 | 이름   | 득표율             | 득표율             | 득표율  | 비고    |
| ---- | ---- | ------ | ------------------ | ------------------ | ------- | ------- |
| 1    | 2    | 이준석 | 55,820             | 37,572(환산)       | 93,392  | 당 대표 |
| 1    | 2    | 이준석 | 37.4               | 58.8               | 43.8    | 당 대표 |
| 2    | 1    | 나경원 | 61,077             | 18,074(환산)       | 79,151  |         |
| 2    | 1    | 나경원 | 40.93              | 28.27              | 37.13   |         |
| 3    | 4    | 주호영 | 25,109             | 4,774(환산)        | 29.883  |         |
| 3    | 4    | 주호영 | 16.82              | 7.47               | 14.02   |         |
| 4    | 3    | 조경태 | 4,347              | 1,641(환산)        | 5,988   |         |
| 4    | 3    | 조경태 | 2.91               | 2.57               | 2.80    |         |
| 5    | 5    | 홍문표 | 2,841              | 1,880(환산)        | 4,721   |         |
| 5    | 5    | 홍문표 | 1.90               | 2.94               | 2.21    |         |
| 합계 | 합계 | 합계   |                    |                    |         | -       |

6월 11일, 국민의힘은 이준석 전 최고위원을 당 대표로 선출하였다. 최초의 최연소 당 대표의 탄생이었다. 70%의 높은 반영 비율의 당원 선거인단 투표에서는 나경원 후보에게 밀렸지만, 일반 국민 여론 조사의 압도적 승리에 따른 것이었다. 기성 정치에 대한 유권자들의 반감이 '청년·초선주자 도전'을 지지하는 열풍을 불렀고 변화에 대한 기대감이 이준석 후보에게 모인 것이었다. 미국, 유럽, 일본 등 수많은 외신들도 이 대표의 당선을 보도하며 큰 관심을 보였다.
한편, 당 대표 선거와 동시에 치러진 최고위원 선거에서는 조수진 · 배현진 · 김재원 · 정미경 후보가 당선되었으며, 청년최고위원 선거에서는 김용태 후보가 각각 당선되었다. 여성할당제가 적용되지 않았음에도 여성 최고위원들이 대거 입성하고, 초선들도 상당수가 당선되면서 제1차 전당대회는 매우 이례적인 결과들을 보여주었다는 평을 받았다.

### 국민의힘 제3차 전당대회
2022년 7월 7일, 국민의힘 윤리위는 가로세로연구소발 성상납 의혹 증거인멸교사 혐의로 이준석 대표에 대해 당원권 정지 6개월의 징계를 의결함으로써 이준석 대표의 직무가 정지되고 '윤핵관(윤석열측 핵심 관계자)'으로 불리던 권성동 원내대표가 당대표 직무대행을 맡게 되었다. 7월 26일, 윤석열 대통령이 권성동 직무대행에게 이준석 대표를 "내부총질이나 하던 당대표가 바뀌니 달라졌다"는 메시지를 보낸 것이 포착되었고, 이준석 대표를 비롯한 비윤계는 징계에 대통령실이 개입했다고 비판하면서 당내 갈등은 격화되고 직무대행 체제는 흔들리기 시작했다. 이에 친윤계에서는 지도부를 해체하고 비상대책위원회를 구성할 것을 주장했고, 7월 29일부터 31일까지 배현진, 조수진, 윤영석, 성일종 최고위원이 연달아 사퇴 의사를 밝혔다. 8월 5일 상임전국위는 현 상황을 비상상황으로 규정했고, 8월 9일 전국위는 주호영 전 원내대표를 비상대책위원장으로 인준했다. 이에 8월 10일 이준석 전 대표는 비대위 효력정지 가처분 신청을 냈고, 8월 26일 일부인용되면서 주호영 비대위원장의 직무도 정지되었다. 9월 5일 전국위가 가처분 내용을 받아들여 당헌에 비상상황을 구체적으로 규정한 뒤 상임전국위에서 다시 현 상황을 비상상황으로 규정하고 9월 7일 다시 정진석 전 원내대표를 비상대책위원장으로 인준했다. 10월 6일 당헌개정과 새 비대위에 대해 이준석 전 대표가 추가로 낸 가처분이 모두 기각되면서 정진석 비대위 체제가 자리잡았다.
이후 복수의 여론조사에서 차기 대표로 유승민 전 바른미래당 대표가 압도적 1위를 차지했고, 나경원 전 자유한국당 원내대표, 안철수 전 인수위원장 등이 뒤를 이었으며 '윤핵관' 장제원 의원이 지원하는 김기현 전 원내대표의 지지율은 높지 못했다. 나경원 전 원내대표는 저출산고령사회위원회 위원장직과 기후환경대사직에 임명되었고, 12월 20일 상임전국위는 20년만에 여론조사를 제외하고 당원투표로만 지도부를 선출하고 당대표 선출에 결선투표를 진행하는 내용으로 당헌을 개정했다.  지지층에서 상대적으로 지지율이 낮은 유승민 전 대표의 당선을 저지하기 위한 것으로 인식되었고, 유승민 전 대표는 결국 불출마를 선언했다.
여론조사가 배제된 당헌개정이 통과되자 여론조사는 지지층 대상으로만 진행되었는데, 나경원 저출산고령위 부위원장이 김기현 전 원내대표를 누르고 1위로 나타났다.  2개의 장관급 공직에 임명된 것이 당권주자 교통정리라는 해석이 많았으나, 나경원 부위원장은 출마 의지를 굽히지 않았다. 2023년 1월 5일, 나경원 부위원장이 저출산대책으로 대출금 탕감을 내놓자 다음날 대통령실은 정부 정책과 다르다며 정면 비판했다. 여러 비판 속에 나경원 부위원장이 1월 10일 사의를 밝히자, 1월 13일 대통령은 나경원 부위원장을 모든 공직에서 '해임'했다고 밝혔다. 이에 나경원 전 부위원장은 1월 17일 "대통령의 본의가 아닐 것"이라고 주장했는데, 이것이 대통령실에서 정면으로 반박되었고, 대통령실과의 갈등 속에 지지율이 3위까지 곤두박질치자 결국 불출마를 선언했다.
나경원 전 부위원장이 불출마를 선언하자 안철수 전 인수위원장이 김기현 전 원내대표를 누르고 1위로 나타났다. 그러자 2월 5일 윤석열 대통령은 사실상 안철수 전 위원장을 지목하며 '국정운영의 방해꾼이자 적'으로 언급했고, 이진복 대통령실 정무수석은 당사를 찾아 안철수 전 위원장이 "대통령과 자신을 동급화"한다며 비난했다.
2월 3일, 후보 등록 결과 대통령실의 지원을 받는 김기현 전 원내대표, 대통령실의 공격을 받는 안철수 전 인수위원장, 이준석계로 분류되는 천하람 순천갑 당협위원장, 구 친박계의 황교안 전 대표, 윤상현 의원, 친홍계의 조경태 의원 등이 출마했다. 강신업, 김준교, 윤기만 후보도 등록했으나 2월 5일 서류심사에 탈락했다. 2월 10일 예비경선에서는 윤상현, 조경태 의원이 탈락했다. 최고위원 선거에서도 여러 후보로 분열된 친윤계 현역 의원들이 탈락하고 이준석계 후보들이 전원 진출하면서 관심을 받았다.
후보등록 직전 출마를 결정한 천하람 후보도 반윤 표심을 결집시켰고, 황교안 후보는 김기현 후보의 땅 투기 의혹을 제기하며 관심을 모았다. 김기현 후보는 새정치민주연합과 국민의당 대표를 지낸 안철수 후보가 '종북'이라며 정체성을 공격했다. 이러한 상황에서 양강구도를 형성했던 안철수 후보의 지지율은 빠르게 떨어졌다. 결국 전당대회는 김기현 후보의 울산 땅 투기 의혹에 대해 세 후보가 함께 공격하는 양상으로 흘러갔다. 청년최고위원 선거에서는 장예찬 후보가 연재한 소설이 가수 아이유, 초아, 크리스탈, 배우 김혜수, 조여정 등을 연상시켜 성적 대상화했다는 논란이 있었다. 투표율은 역대 최고인 55.1%를 기록했다.
| 득표순위 | 이름     | 합산득표수 | 반영득표율 | 비고    |
| -------- | -------- | ---------- | ---------- | ------- |
| 1        | 김기현   | 244,163    | 52.93%     | 당 대표 |
| 2        | 안철수   | 107,803    | 23.37%     |         |
| 3        | 천하람   | 69,122     | 14.98%     |         |
| 4        | 황교안   | 40,222     | 8.72%      |         |
| 총투표수 | 총투표수 | 461,310    |            |         |

3월 8일, 국민의힘 전당대회는 책임당원 투표 결과에 따라 과반을 득표한 김기현 전 원내대표를 결선투표 없이 당 대표로 선출했다. 최고위원 선거에서는 친윤계인 김재원, 김병민, 조수진, 태영호 후보가 당선되었고 비윤계 후보들은 전멸했다. 청년최고위원으로도 장예찬 후보가 논란에도 불구하고 4명 중 과반을 득표하며 당선됐다.

### 국민의힘 제4차 전당대회
2023년 12월 13일, 총선 패배에 대한 위기감 속에 김기현 대표를 비롯한 지도부가 사퇴했고, 12월 26일, 전국위원회는 한동훈 법무부장관을 비상대책위원장으로 인준해 비상대책위원회를 구성했다. 그러나 2024년 4월 10일 대한민국 제22대 총선 참패로 한동훈 비대위가 총사퇴한 뒤, 황우여 전 대표를 위원장으로 한 새 비대위가 구성되어 7월 23일 차기 지도부 선출을 위한 전당대회를 개최하기로 결정했다.
6월 13일, 비상대책위원회는 이전 전당대회 직전 폐지된 일반 국민 여론조사를 다시 부활시켜 지도부 선출에 20%를 반영하고, 당대표 선거에 있어 과반득표자가 없을 경우 결선투표를 실시하기로 하는 당헌을 확정했다.
6월 25일, 지도부 후보 등록 결과, 한동훈 전 비대위원장, 원희룡 전 국토교통부 장관, 나경원 전 원내대표, 윤상현 의원 등이 당대표 후보로 등록했다. 당대표 경선은 지지층 내에서 압도적인 지지율로 대세론을 형성한 한동훈 후보와 이를 견제하기 위해 친윤계의 지원을 받는 원희룡, 나경원 후보 등이 한 후보의 과반득표를 저지하려 하는 구도로 진행되었다. 
경선과정에서는 총선 전 김건희 여사가 한동훈 당시 비대위원장에게 명품백 수수 사건과 관련해 5차례 문자로 사과 의사를 표시했으나 한동훈 위원장이 이를 무시했다는 '읽씹' 논란이 있었다. 경선 막판에는 나경원 후보가 원내대표 재임 당시 채이배 당시 바른미래당 의원을 감금하고(폭력행위처벌에 관한 특례법상 공동감금), 국회 각 회의장을 점거하여(폭력행위처벌에 관한 특례법상 공동퇴거불응) 정치개혁특위와 사법개혁특위를 방해한 사건(국회법위반(회의방해죄), 형법상 특수공무집행방해)으로 공소된 데 대해 이후 한동훈 법무부장관에게 사적으로 공소취소를 청탁한 사실이 폭로되어 논란이 되었으나, 오히려 다음날 한동훈 후보가 사과하는 일이 벌어지기도 했다.
| 순위 | 이름   | 책임당원 투표(80%) | 국민 여론조사(20%) | 총 득표 | 비고    |
| 순위 | 이름   | 득표율             | 득표율             | 득표율  | 비고    |
| ---- | ------ | ------------------ | ------------------ | ------- | ------- |
| 1    | 한동훈 | 255,930            | 64,7772(환산)      | 320,702 | 당 대표 |
| 1    | 한동훈 | 62.69              | 63.46              | 62.84   | 당 대표 |
| 2    | 원희룡 | 82,449             | 13,728(환산)       | 96,177  |         |
| 2    | 원희룡 | 20.19              | 13.45              | 18.85   |         |
| 3    | 나경원 | 55,996             | 18,423(환산)       | 74,419  |         |
| 3    | 나경원 | 13.72              | 18.05              | 14.58   |         |
| 4    | 윤상현 | 13,897             | 5,154(환산)        | 19,051  |         |
| 4    | 윤상현 | 3.4                | 5.05               | 3.73    |         |
| 합계 |        |                    |                    |         |         |

7월 23일, 국민의힘 전당대회는 책임당원 투표 결과와 일반국민 여론조사에 따라 과반을 득표한 한동훈 전 법무부 장관를 결선투표 없이 당 대표로 선출했다. 최고위원 선거에서는  장동혁 의원, 인요한 의원, 김재원 전 의원, 김민전 의원이 당선되었고  청년최고위원으로도 진종오 의원이 당선되었다.

## 주요 선거 결과

### 대통령 선거
|  | 48.56% |

|  | 41.15% |

### 국회의원 선거
|  | 33.2% |

|  | 28% |

|  | 35.43% |

|  | 30% |

- 2020년 제21대 국회의원 선거에서 비례대표는 미래한국당에 후보를 냈다.
- 2024년 제22대 국회의원 선거에서 비례대표는 국민의미래에 후보를 냈다.

### 지방선거
|  | 70.59% |

|  | 64.16% |

|  | 61.93% |

|  | 48.03% |

## 같이 보기
- 자유한국당
- 국민의힘 공직후보자 기초자격평가
- 시대전환
- 국민의미래